# Lucius Cornelius Lentulus Caudinus (Konsul 275 v. Chr.)
Lucius Cornelius Lentulus Caudinus war ein römischer Senator, Politiker und Militär.
Lucius Cornelius Lentulus Caudinus gehörte zum Zweig der Lentuli der Familie der Cornelier. Lentulus war 275 v. Chr. an der Seite von Manius Curius Dentatus Konsul. Während dieser gegen Pyrrhus kämpfte, bekämpfte Lentulus erfolgreich die Samniten. Für diesen Erfolg bekam er einen Triumph zugesprochen und legte sich den Beinamen Caudinus zu. Diesen Beinamen vererbte er an seine Nachkommen. Seine Söhne Lucius Cornelius Lentulus Caudinus und Publius Cornelius Lentulus Caudinus waren ebenfalls römische Konsuln.